# Athol Fugard
 (mars 2025).
Si vous disposez d'ouvrages ou d'articles de référence ou si vous connaissez des sites web de qualité traitant du thème abordé ici, merci de compléter l'article en donnant les références utiles à sa vérifiabilité et en les liant à la section « Notes et références ».
Harold Athol Lanigan Fugard dit Athol Fugard, né le 11 juin 1932 à Middelburg (en) (province du Cap, Union d'Afrique du Sud) et mort le 8 mars 2025 à Stellenbosch (Cap-Occidental, Afrique du Sud), est un acteur, directeur de théâtre, dramaturge, écrivain, metteur en scène, pédagogue, producteur, réalisateur et scénariste sud-africain.
Il a publié plus de trente pièces. Il était surtout connu pour ses pièces politiques et pénétrantes opposées au système de l'apartheid, dont certaines ont été adaptées au cinéma. Son roman Tsotsi a été adapté en film du même nom, qui a remporté un Oscar en 2005. Il a été réalisé par Gavin Hood.

## Biographie

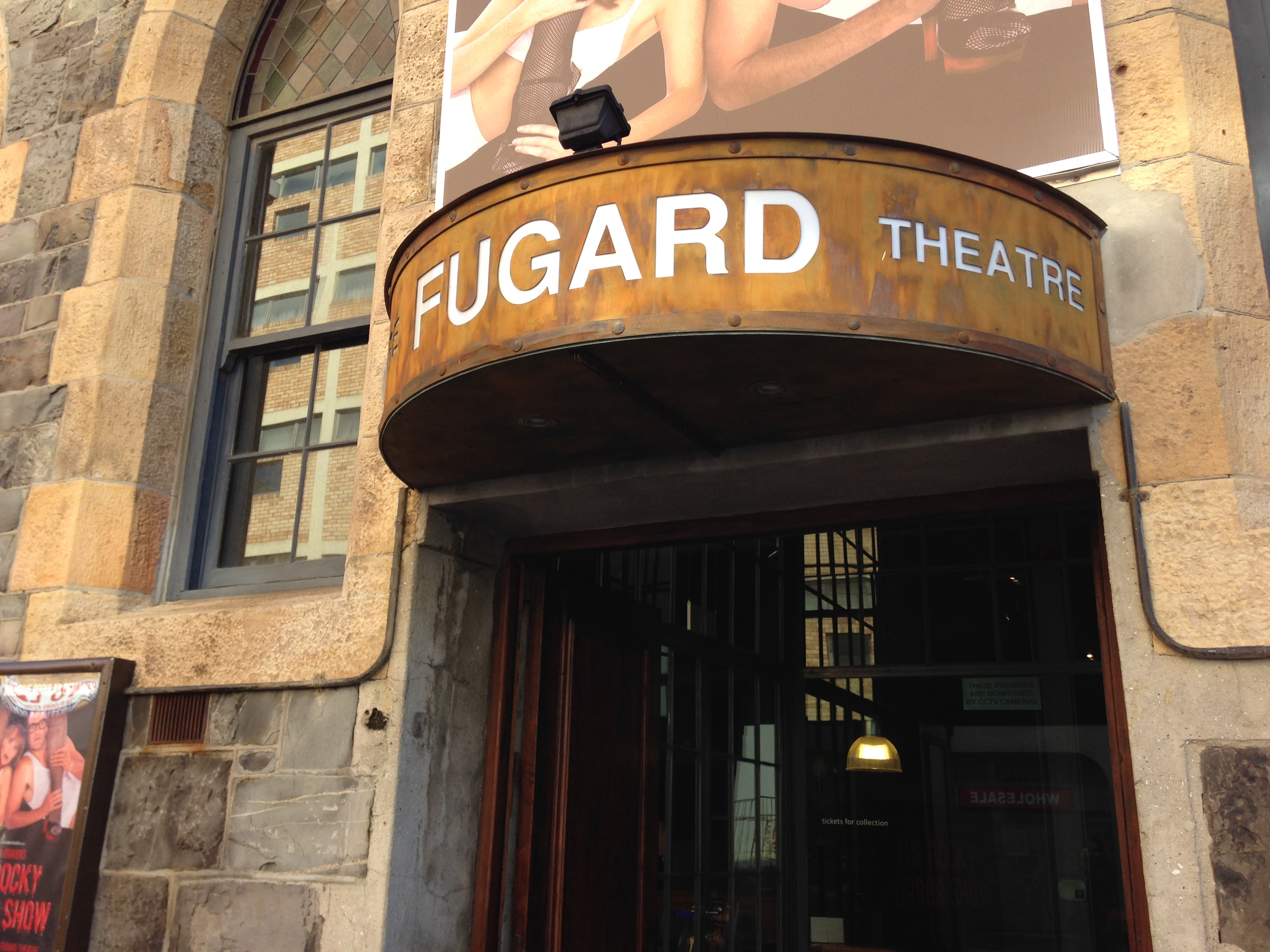
Façade du Fugard Theatre au Cap en 2014.

Né le 11 juin 1932 dans la petite ville de Middelburg, dans le sud-est de l'Afrique du Sud, Athol Fugard grandit pendant l'apartheid. En 1935, sa famille s'installe à Port Elizabeth. En 1938, il commence à fréquenter l'école primaire au Marist Brothers College. Il étudie la philosophie et l'anthropologie sociale à l'Université du Cap. mais il abandonne l'université en 1953, quelques mois avant les examens finaux.
Au théâtre (où il exerce principalement, comme auteur et metteur en scène, parfois comme acteur), Athol Fugard — irlandais par son père et afrikaner par sa mère — débute avec sa pièce Klaas and the Devil, représentée en 1956. En 1965, il devient le directeur de la troupe The Serpent Players (comprenant alors exclusivement des acteurs noirs), que rejoignent également ses compatriotes John Kani (en 1965) et Winston Ntshona (en 1967). Par l'expression théâtrale, les trois hommes ne cessent de dénoncer le régime alors en vigueur de l'apartheid, entre autres avec trois pièces emblématiques, coécrites par eux, Sizwe Banzi est mort (1972), Inculpation pour violation de la loi sur l'immoralité (1972) et L'Île (1973), qui seront notamment représentées à Londres, à New York (à Broadway et Off-Broadway), ou encore à Paris (ces trois pièces seront réunies en une trilogie, sous le titre original de Statements). Cette opposition à la politique raciale pratiquée dans son pays vaudra à Athol Fugard, entre 1967 et 1971, une confiscation de son passeport (et des périodes d'emprisonnement aux deux autres hommes). La dernière pièce écrite par lui (à ce jour) est The Bird Watchers, dont la première représentation a eu lieu le 10 mai 2011 au théâtre que l'auteur dirige au Cap, The Fugard Theatre. Parmi ses interprètes de prédilection, outre John Kani et Winston Ntshona, mentionnons aussi l'Américain Danny Glover et le Sud-Africain Zakes Mokae.
On doit encore à Athol Fugard des écrits en dehors du théâtre : ainsi, son roman Tsotsi (publié en 1980) est adapté au cinéma en 2005, sous le même titre original (titre français : Mon nom est Tsotsi). De plus, il a également des activités de pédagogue, enseignant l'art d'écrire, de jouer et de mettre en scène (en particulier à l'Université du Cap).
Athol Fugard est acclamé en 1985, comme « le plus grand dramaturge actif du monde anglophone » par Time Magazine.
Athol Fugard est membre honoraire de la Royal Society of Literature depuis 1986.
En 2011, Athol Fugard reçoit un Tony Awards, pour l’ensemble de sa carrière.
Au cinéma ou à la télévision, il est occasionnellement acteur, producteur et scénariste. Un de ses rôles les plus connus au cinéma est celui du général Jan Smuts, dans le film indo-britannique Gandhi de Richard Attenborough (1982), face à Ben Kingsley dans le rôle-titre. Et, expérience unique (toujours à ce jour), il réalise — conjointement avec son compatriote Peter Goldsmid — le film sud-africain La Route vers La Mecque (d'après sa pièce éponyme, créée en 1984) — sorti en 1992, avec Kathy Bates —, auquel il contribue en outre comme acteur.
Athol Fugard est décédé le 8 mars 2025, à Stellenbosch (Cap-Occidental), à l'âge de 92 ans.

## Théâtre (sélection)
Pièces, comme auteur, sauf mention complémentaire

### En Afrique du Sud

#### Au Cap
- 1956 : Klaas and the Devil
- 1957 : The Cell
- 1962 : Le Lien du sang (The Blood Knot), avec Zakes Mokae (+ acteur et metteur en scène)
- 1971 : Oreste (Orestes)
- 1972 : Inculpation pour violation de la loi sur l'immoralité (Statements after an Arrest under the Immorality Act) et Sizwe Banzi est mort (Sizwe Banzi is dead), coécrites par (et avec) John Kani et Winston Ntshona (+ metteur en scène)
- 1973 : L'Île (The Island), coécrite par (et avec) John Kani et Winston Ntshona (+ metteur en scène) ; Mille Miglia
- 1992 : Playland
- 2009 : Coming Home
- 2010 : The Train Driver (au Fugard Theatre)
- 2011 : The Bird Watchers (au Fugard Theatre ; + metteur en scène)

#### ÀJohannesbourg
- 1958 : No-Good Friday
- 1959 : Nongogo
- 1961 : Le Lien du sang (The Blood Knot), avec Zakes Mokae (+ acteur et metteur en scène)
- 1978 : La Leçon des aloès (A Lesson from Aloes)
- 1989 : My Children ! My Africa !

#### Autres lieux
- 1967 : The Coat (à Port Elizabeth)
- 1969 : Boesman et Lena (Boesman and Lena) (à Grahamstown ; + acteur)
- 1969 : The Last Bus (à Port Elizabeth)
- 1970 : Friday's Bread on Monday (à Port Elizabeth)

### Au Royaume-Uni

#### À Londres (sauf mention contraire)
- 1961 : Le Lien du sang (The Blood Knot), avec Zakes Mokae (+ acteur et metteur en scène)
- 1973-1974 : Sizwe Banzi est mort (Sizwe Banzi is dead) et L'Île (The Island), coécrites par (et avec) John Kani et Winston Ntshona
- 1974-1975 : People are living Here (à Bristol)
- 1984-1985 : La Leçon des aloès (A Lesson from Aloes) (à Bristol)
- 1984-1985 : La Route vers La Mecque (The Road to Mecca) (+ metteur en scène) (à Bath ; reprise à Londres en 1985-1986)
- 1987-1988 : Hello and Goodbye
- 1989-1990 : Maître Harold et les garçons (« Master Harold »... and the Boys) (à Bristol)
- 1990-1991 : My Children ! My Africa !
- 1992-1993 : Playland (+ metteur en scène)
- 1996 : Valley Song
- 2002-2003 : Maître Harold et les garçons (« Master Harold »... and the Boys), reprise, avec Jim Broadbent (à Bristol)
- 2002 : Sorrows and Rejoicings
- 2007 : Victory (à Bath)

### Aux États-Unis

#### À Broadway
- 1974-1975 : Sizwe Banzi est mort (Sizwe Banzi is dead) et L'Île (The Island), coécrites par (et avec) John Kani et Winston Ntshona (+ metteur en scène)
- 1980-1981 : La Leçon des aloès (A Lesson from Aloes), avec James Earl Jones (Zakes Mokae en remplacement), Harris Yulin (+ metteur en scène)
- 1982-1983 : Maître Harold et les garçons (« Master Harold » ... and the Boys), avec Danny Glover (Delroy Lindo en remplacement), Zakes Mokae (James Earl Jones en remplacement) (+ metteur en scène)
- 1985-1986 : Liens de sang (Blood Knot, révision de The Blood Knot), avec Zakes Mokae (+ acteur et metteur en scène)
- 2003 : Maître Harold et les garçons ( « Master Harold »... and the Boys), reprise, avec Danny Glover, Michael Boatman

#### Off-Broadway
- 1964 : Le Lien du sang (The Blood Knot), mise en scène de John Berry, avec J.D. Cannon, James Earl Jones
- 1969 : Hello and Goodbye, avec Colleen Dewhurst, Martin Sheen
- 1970-1971 : Boesman et Lena (Boesman and Lena), mise en scène de John Berry, avec Ruby Dee, James Earl Jones, Zakes Mokae
- 1978 : Scenes of Soweto et Inculpation pour violation de la loi sur l'immoralité (Statements after an Arrest under the Immorality Act)
- 1980 : Le Lien du sang (The Blood Knot), reprise, avec Danny Glover
- 1988 : La Route vers La Mecque (The Road to Mecca), avec Amy Irving (Kathy Bates en remplacement) (+ acteur et metteur en scène)
- 1989-1990 : My Children ! My Africa !, avec Courtney B. Vance (+ metteur en scène)
- 1992 : Boesman et Lena (Boesman and Lena), avec Keith David, Lynne Thigpen (+ metteur en scène)
- 1993 : Playland, avec Frankie Faison, Kevin Spacey (+ metteur en scène)
- 1995-1996 : Valley Song (+ acteur et metteur en scène)
- 1999 : The Captain's Tiger : A Memoir for the Stage, avec Felicity Jones, Tony Todd (+ acteur et metteur en scène)
- 2002 : Sorrows and Rejoicings, avec John Glover, Judith Light, Charlayne Woodard (+ metteur en scène)
- 2007 : Exits and Entrance

#### ÀChicago
- 1986 : La Leçon des aloès (A Lesson from Aloes), avec Joan Allen, Danny Glover ; Boesman et Lena (Boesman and Lena)
- 1992 : My Children ! My Africa !
- 1994 : La Route vers La Mecque (The Road to Mecca)
- 2001 : Maître Harold et les garçons (« Master Harold »... and the Boys)
- 2009-2010 : Sizwe Banzi est mort (Sizwe Banzi is dead), coécrite par John Kani et Winston Ntshona ; Maître Harold et les garçons (« Master Harold »... and the Boys)

#### ÀNew Haven
- 1982 : Maître Harold et les garçons (« Master Harold »... and the Boys)
- 1984 : La Route vers La Mecque (The Road to Mecca)
- 1987 : A Place with the Pigs
- 2009 : Coming Home et Have you seen us ?

### En France

#### À Paris (sauf mention contraire)
- 1976 : Boesman et Lena (Boesman and Lena), adaptation d'Isabelle Famchon, mise en scène de Roger Blin, avec Toto Bissainthe (Théâtre de la Cité internationale)
- 1978 : Inculpation pour violation de la loi sur l'immoralité (Statements after an Arrest under the Immorality Act), coécrite par John Kani et Winston Ntshona, adaptation d'Isabelle Famchon (Théâtre de l'Est parisien)
- 1982 : Hello and Goodbye, adaptation et mise en scène d'Isabelle Famchon, avec François Siener (Théâtre de la Tempête)
- 1982 : Le Lien du sang (The Blood Knot), adaptation de Bernard-Marie Koltès (au Festival d'Avignon)
- 1987 : La Leçon des aloès (A Lesson from Aloes), adaptation de Jean-François Prévand et Sarah Sanders, avec Victor Garrivier, Jean-Michel Martial, Sarah Sanders (Comédie de Paris)
- 1987 : Hello and Goodbye, adaptation de Pierre Laville, mise en scène de John Berry, avec Myriam Boyer, Jacques Bonnaffé (Théâtre Mouffetard)
- 1998 : Liens de sang (Blood Knot, révision de The Blood Knot), mise en scène de (et avec) Jean-Michel Martial, avec Dominik Bernard (Théâtre de la Tempête)
- 1999-2000 : L'Île (The Island), coécrite par (et avec) John Kani et Winston Ntshona (+ metteur en scène) (Théâtre des Bouffes du Nord)
- 2006 : Sizwe Banzi est mort (Sizwe Banzi is dead), coécrite par John Kani et Winston Ntshona, adaptation de Marie-Hélène Estienne, mise en scène de Peter Brook, avec Habib Dembélé (Théâtre des Bouffes du Nord, puis en tournée)
- 2010 : La Route vers La Mecque (The Road to Mecca), adaptation de Séverine Magois, avec Catherine Salviat (à Colmar)
- 2015 : Boesman et Lena (Boesman and Lena), adaptation d'Isabelle Famchon, mise en scène de Philippe Adrien, avec Nathalie Vairac (Théâtre de la Tempête)

## Filmographie partielle

### Au cinéma
- 1976 : Boesman et Lena (Boesman and Lena) de Ross Devenish (acteur, scénariste et auteur de la pièce éponyme)
- 1977 : The Guest : An Episode in the Life of Eugene Marais de Ross Devenish (acteur, producteur, scénariste et auteur — conjointement avec Ross Devenish — de la pièce éponyme)
- 1979 : Rencontres avec des hommes remarquables (Meetings with Remarkable Men) de Peter Brook (acteur)
- 1980 : Marigolds in August de Ross Devenish (acteur, scénariste et auteur de la pièce éponyme)
- 1982 : Gandhi de Richard Attenborough (acteur)
- 1984 : La Déchirure (The Killing Fields) de Roland Joffé (acteur)
- 1992 : La Route vers La Mecque (The Road to Mecca) (réalisateur — conjointement avec Peter Goldsmid —, acteur et auteur de la pièce éponyme)
- 2000 : Boesman et Lena (Boesman & Lena) de John Berry (auteur de la pièce éponyme)
- 2005 : Mon nom est Tsotsi (Tsotsi) de Gavin Hood (auteur du roman éponyme)
- 2010 : Maître Harold et les garçons (« Master Harold »... and the Boys) de Lonny Price (auteur de la pièce éponyme)

### À la télévision
- 1962 : Zacharias, mijn broeder, téléfilm de Tone Brulin (scénariste)
- 1967-1968 : série Theatre 625, saison 4, épisode 22 Le Lien du sang (The Blood Knot, 1967) (acteur, scénariste et auteur de la pièce éponyme) ; saison 5, épisode 26 Mille Miglia (scénariste et auteur de la pièce éponyme)
- 1968 : série On ne vit qu'une fois (One Life to Live), épisodes non-spécifiés (acteur)
- 1985 : Maître Harold et les garçons (« Master Harold »... and the Boys), téléfilm de Michael Lindsay-Hogg (scénariste et auteur de la pièce éponyme)
- 1986 : Øya, téléfilm de Svein Scharffenberg (scénariste)

## Publications (hors théâtre)
(l'année est celle de première publication)
- 1980 : Tsotsi, Rex Collings, Londres, 168 pp (roman)
- 1983 : Notebooks, 1960-1977, Ad. Donker, Johannesbourg, 238 pp (essai)
- 1994 : Cousins : A Memoir, Witwatersrand University Press, Johannesbourg, 106 pp (biographie)